# Apio Claudio Juliano
Apio Claudio Juliano  fue un político y militar romano de época severa perteneciente a la gens Claudia.

## Carrera pública
Fue procónsul de África durante el gobierno de Caracalla o Heliogábalo. Habiendo sido anteriormente cónsul suffectus en fecha desconocida, obtuvo en el año 224 un segundo consulado (en esta ocasión como ordinarius) que coincidió con su nombramiento como prefecto de la Ciudad.